# Masashi Miyazawa
Masashi Miyazawa (jap. 宮沢 正史 Miyazawa Masashi; ur. 24 kwietnia 1978) – japoński piłkarz występujący na pozycji pomocnika.

## Kariera klubowa
Od 2001 do 2015 roku występował w klubach FC Tokyo, Oita Trinita, Vegalta Sendai i FC Gifu.